# Alopecosella perspicax
Alopecosella perspicax is een spinnensoort in de taxonomische indeling van de wolfspinnen (Lycosidae).
Het dier behoort tot het geslacht Alopecosella. De wetenschappelijke naam van de soort werd voor het eerst geldig gepubliceerd in 1882 door Ludwig Carl Christian Koch.